# Число реберного покриття
Число́ ребе́рного покриття́ графа {\displaystyle G} — розмір найменшого реберного покриття в ньому.
Якщо в графі {\displaystyle G} є ізольовані вершини (тобто вершини зі степенем 0), то реберного покриття не існує, тому й число реберного покриття не визначене.
У довільному графі без ізольованих вершин число реберного покриття можна знайти за допомогою алгоритму Едмондса для парувань за час {\displaystyle O(|E||V|^{2})} і подальшого додавання ребер, що покривають не насичені найбільшим паруванням вершини.
У графі {\displaystyle G=(V,E)} без ізольованих вершин число реберного покриття {\displaystyle \rho (G)} пов'язане з числом парування {\displaystyle \nu (G)} другою тотожністю Галлаї: {\displaystyle \nu (G)+\rho (G)=|V|}, з якої, в свою чергу, випливає нерівність {\displaystyle \rho (G)\geq \nu (G)}. Якщо в графі існує досконале парування, то {\displaystyle \rho (G)=\nu (G)=|V|/2}.
Також для графа без ізольованих вершин виконується нерівність {\displaystyle \rho (G)\geq \alpha (G)}, де {\displaystyle \alpha (G)} — число незалежності графа {\displaystyle G}. У двочастковомі графі {\displaystyle G}, внаслідок теореми Кеніга, {\displaystyle \rho (G)=\alpha (G)}.